# N'Koumandougou
N'Koumandougou is een gemeente (commune) in de regio Ségou in Mali. De gemeente telt 13.700 inwoners (2009).
De gemeente bestaat uit de volgende plaatsen:
- Akotèf
- Baguila
- Ballé
- Ballé-Wèrè
- Brambiéla
- Diéssourouna
- Dlonguebougou
- Doura (hoofdplaats)
- Golobabougou
- Kango
- Kolobèlè
- Markabougou
- Missiribougou
- N'Dianebougou
- Niampiéna
- Niampiéna-Wèrè
- Sonogo
- Tèguena